# Big Drift

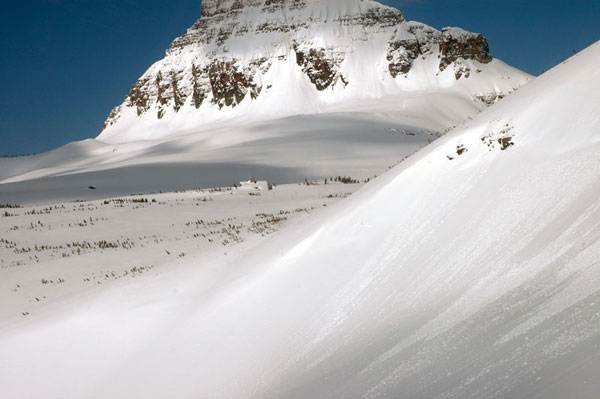
El Big Drift el 23 de marzo de 2006.

El Big Drift es un área del Parque nacional de los Glaciares en Montana, Estados Unidos. La zona es famosa por las fuertes nevadas que pueden acumular capas de nieve de hasta 30 metros. Se encuentra muy cerca del Logan Pass y es atravesado por la autopista Going-to-the-Sun. 
- Datos: Q2902200